# Forrestal Range
Die Forrestal Range (in Argentinien Cordillera Diamante) ist ein rund 105 km langer Gebirgszug im westantarktischen Queen Elizabeth Land. Er erstreckt sich östlich des Dufek-Massivs und der Neptune Range in den Pensacola Mountains in nordnordost-südsüdwestlicher Ausrichtung. Im Westen wird er durch das Sallee-Schneefeld, im Osten durch den Support-Force-Gletscher flankiert.
Entdeckt und fotografiert wurde er während des durch die United States Navy durchgeführten Transkontinentalfluges am 13. Januar 1956 im Rahmen der ersten Operation Deep Freeze vom McMurdo-Sund zum Weddell-Meer und zurück. Das Advisory Committee on Antarctic Names benannte ihn 1957 nach dem Flugzeugträger Forrestal, dem ersten „Superträger“ der United States Navy. Die kartografische Erfassung erfolgte durch den United States Geological Survey 1967 bis 1968 und mithilfe von Luftaufnahmen der United States Navy aus dem Jahr 1964. Namensgeberin der argentinischen Benennung ist die Stadt Diamante in der Provinz Entre Ríos.